# Omar & the Howlers

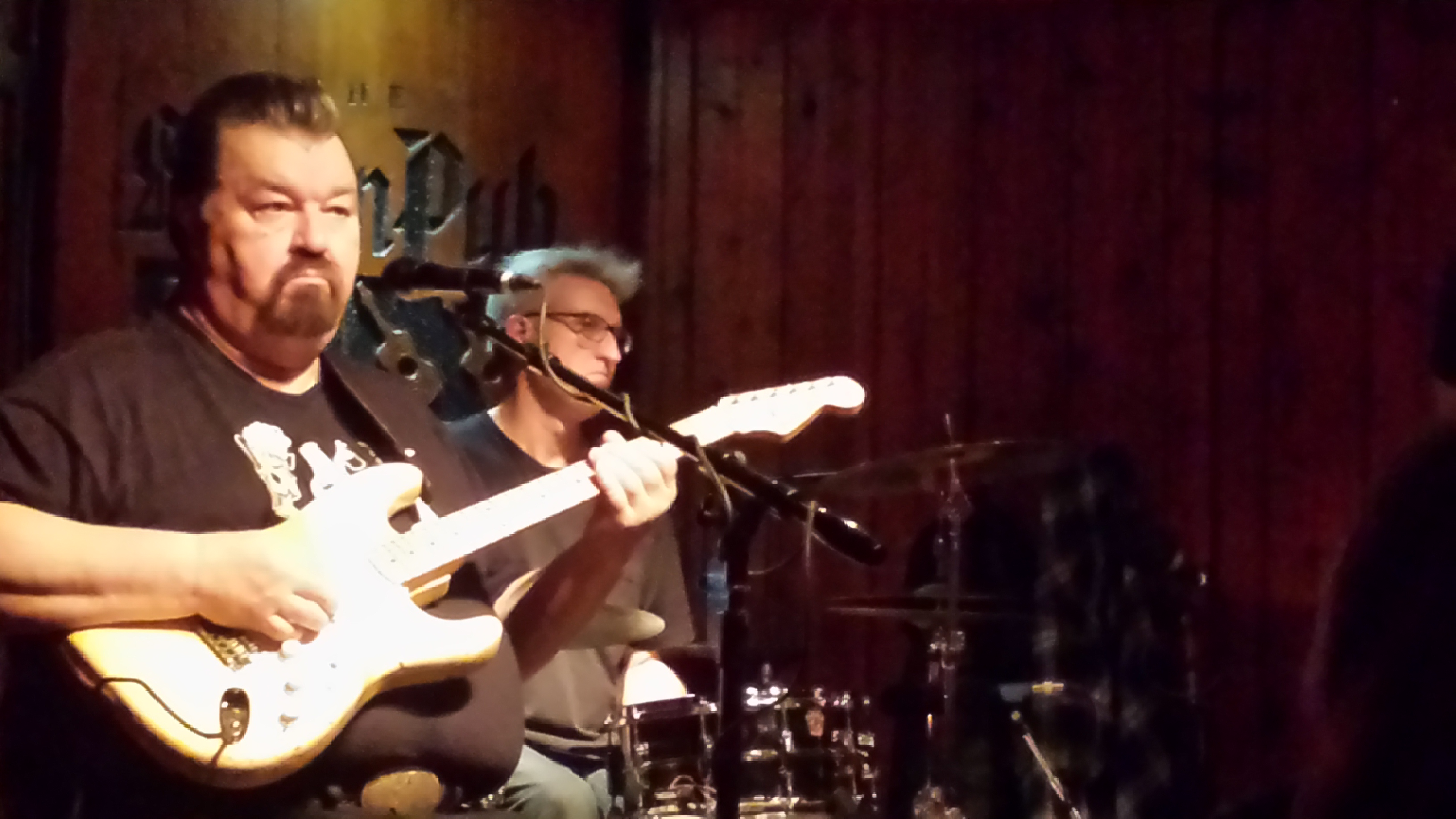
Omar and the Howlers im Jahr 2016

Omar & the Howlers sind eine 1973 in Hattiesburg, Mississippi gegründete Bluesband, die später nach Austin, Texas zog. Gegründet wurden sie vom Gitarristen und Sänger Kent Dykes.

## Bandgeschichte
Die Band wurde 1973 vom 1950 in McComb, Mississippi, geborenen Gitarristen „Omar“ Kent Dykes gegründet. Seine ersten musikalischen Erfahrungen machte dieser mit 12 Jahren und als er in seinen Zwanzigern stand, gründete er eine Band, die sich schon bald „The Howlers“ nannte. Sie waren eine beliebte Partyband und spielten „R&B und sogar gelegentlich Polkas und Western-Swing-Songs“. Zu dieser Zeit gab sich Dykes auch den Vornamen Omar und entwickelte seinen Hang zum Blues. Beeinflusst wurde er dabei vom Stil Bo Diddleys, in dessen Heimatstadt auch er geboren war. 1976 übersiedelte die Band nach Austin, wo damals eine blühende Musikszene beheimatet war. Nach einiger Zeit löste sich die Band auf, da manche Mitglieder das Gefühl hatten, nicht von Musik leben zu können.
Dykes blieb in Austin und bei der Musik und behielt den Bandnamen. Mit einer neuen Band entstand 1980 das erste Album Big Leg Beat. Es dauerte bis 1987, bis die Band bei einem großen Label unterschrieb und mit Hard Times In The Land Of Plenty einen ersten überregionalen Erfolg hatte. Inzwischen hat die Band etwa 20 Alben aufgenommen und tourt regelmäßig, auch in Europa. Der einzige Fixpunkt im Line-up ist Omar Dykes, der immer wieder verschiedene Musiker um sich versammelt, die „The Howlers“ bilden.
2007 nahm er gemeinsam mit Jimmie Vaughan einen Tribut an Jimmy Reed auf (On The Jimmy Reed Highway), gemeinsam mit Vaughan trat er auch bei Austin City Limits auf.

## Diskografie
- 1980 - Big Leg Beat
- 1984 - I Told You So
- 1987 - Hard Times In The Land Of Plenty
- 1988 - Wall of Pride
- 1990 - Monkey Land
- 1992 - Live at the Paradiso
- 1992 - Courts of Lulu
- 1992 - Blues Bag, (Omar solo)
- 1995 - Muddy Springs, (Omar solo)
- 1995 - World Wide Open
- 1995 - Southern Style
- 1999 - Swingland (Black Top Records)
- 2000 - Live at the Opera House Austin, Texas 8/30/1987
- 2000 - The Screaming Cat
- 2001 - Big Delta
- 2003 - Boogie Man
- 2006 - Bamboozled
- 2006 - Bamboozled – DVD
- 2007 - Omar Kent Dykes und Jimmy Vaughan: On The Jimmy Reed Highway
- 2009 - Big Town Playboy, Omar solo mit Gästen[4]
- 2012 - I'm Gone
- 2013 - Runnin’ With The Wolf
- 2017 - Zoltar's Walk
- 2023 - What's Buggin' You?
- 2023 - Magic Man (2CD, Live at the "Modernes" in Bremen, 9. Februar 1989)